# Steinerei

Logo des Festivals

Die Steinerei ist ein jährlich stattfindendes Filmfestival für Brickfilme.

## Ursprung
Mathias Mertens, ein deutschsprachiger Autor und Dozent für Medienwissenschaft, stellte fest, dass es kein Podium für Veröffentlichung und Wettbewerb der Brickfilme gab und gründete daraufhin die Steinerei. Bei dem Festival wird jeweils ein Preis von einer Jury, dem Publikum und den teilnehmenden Brickfilmern vergeben.

## Festivals

### 2005
Unter dem Untertitel „Das erste Brickfilmfestival Deutschlands“ fand am 28. Mai 2005, in Zusammenarbeit mit dem Brickboard, dem größten deutschen Forum für Brickfilmer, die erste Steinerei statt. Es gab dabei keine feste Themenbeschränkung.
Die Jury bestand aus
- dem Filmkritiker der FAZ Michael Althen
- der Internetanimationsexpertin Karin Wehn
- und dem stern-Redakteur Sven Stillich

13 Filme wurden gezeigt. Den Preis des besten Films erhielten Cornelius Koch und Theodor Becker für ihren Film Der Auftrag, einem Terrorismusthriller über das Einschmuggeln einer dirty bomb nach Deutschland.
Der Preis für den vielversprechendsten Regisseur ging an Dirk Böttcher für Ärger im Teehaus, eine Eastern-Kung-Fu-Actionsequenz in einem Teehaus. Der Publikumspreis ging an den Brickfilm Totentanz von golego.de, eine Animationsverfilmung der gleichnamigen Ballade von Johann Wolfgang von Goethe.

### 2006
„Das zweite Brickfilmfestival Deutschlands“ fand am 13. Mai 2006 im Kino im Künstlerhaus Hannover statt. Das Thema der Steinerei 2006 war „Literaturverfilmung“. Das Festival fand in Zusammenarbeit mit dem Brickboard und dem Literaturbüro Hannover statt.
Die Jury 2006 bestand aus
- der Schauspielerin Hansi Jochmann,
- dem Journalisten Christian Stöcker
- und dem Schriftsteller Tobias O. Meißner

Der Gewinner der Steinerei 2006 war Mirko Horstmann mit seiner Literaturverfilmung zu Vom Fischer und seiner Frau. Er gewann den Publikums- und Jurypreis.

### 2007
„Das dritte deutsche Brickfilmfestival“ fand am 19. Mai 2007 im Kino im Künstlerhaus Hannover statt. Das Thema der Steinerei 2007 war „Geflügelte Worte“. Das Festival fand in Zusammenarbeit mit dem Brickboard und dem Literaturbüro Hannover statt.
Die Jury 2007 bestand aus
- dem Journalisten Christoph Drösser,
- dem Journalisten Stefan Niggemeier
- und dem wissenschaftlichen Mitarbeiter der Uni Hildesheim Volker Wortmann.

Der Gewinner des Jurypreises der Steinerei 2007 war Mirko Horstmann mit seinem Film Der Künstler. Der Publikumspreis ging an nichtgedreht mit Haschisch Kakalake.

### 2008
„Das vierte deutsche Brickfilmfestival“ fand am 12. Juli 2008 im Audimax der Universität Hildesheim statt. Das Thema der Steinerei 2008 war „Remake“. Erstmals wurde das Festival nicht allein von Mathias Mertens organisiert, sondern im Rahmen eines Studenten-Projektes an der Universität Hildesheim, natürlich wieder in Zusammenarbeit mit Brickboard.de.
Die Jury 2008 bestand aus
- Christina Schindler (Animation – Hochschule für Film und Fernsehen Potsdam-Babelsberg)
- Michael Stepper (Bereich Musik, Medien, Kunst und Film – Focus online)
- Florian Plag (Die Helden von Bern)

Der Jurypreis wurde an Mirko Horstmann mit seinem Film Remake vergeben. Sowohl der Publikumspreis als auch der „Preis der Brickfilmer“ gingen an nichtgedreht und ihr Werk Weltraffer, das in vier Minuten die letzten fünf Millionen Jahre der Erd- und Menschheitsgeschichte zusammenfasst.
Der „Preis der Brickfilmer“ wurde 2008 Jahr zum ersten Mal vergeben. Über den Preisträger entscheiden die Wettbewerbsteilnehmer der aktuellen Steinerei aus den zur Steinerei eingereichten Filmen.

### 2009
„Das fünfte deutsche Brickfilmfestival“ fand am 13. Juni 2009 im Wissenschaftstheater des phaeno Wolfsburg statt. Das Thema des Wettbewerbs war „fünf“. Das Festival entstand in der Zusammenarbeit mit Brickboard.de.
Die Jury 2009 bestand aus:
- Barbara Hornberger (populäre Inszenierungsformen, Dozentin für Medien an der Universität Hildesheim)
- Hans-Otto Hügel (Professor für Populäre Kultur)
- Christian Kortmann (freier Autor, schreibt unter anderem für die Süddeutsche Zeitung)

Der Jurypreis und der Publikumspreis wurden 2009 an Max Zachner und Michael Wolling mit ihrem Film Der Fünfte vergeben.
Der „Preis der Brickfilmer“ wurde in diesem Jahr zum zweiten Mal von allen Wettbewerbsteilnehmern vergeben und ging an nichtgedreht für ihren Film Alles ist die Noppe.
Des Weiteren wurde 2009 ein Sonderpreis verliehen. Die Community des Brickboards vergab an Oliver Berger den „Preis für sein Lebenswerk“.

### 2010
„Das sechste deutsche Brickfilmfestival“ fand am 10. Juli 2010 erneut im Audimax der Universität Hildesheim statt. Das Thema des Wettbewerbs war „Glück“. Das Festival entstand erneut in der Zusammenarbeit mit Brickboard.de.
Die Jury 2010 bestand aus:
- der Autorin Stephanie Drees
- dem Musiker Jannis Kaffka (Phrasenmäher)
- dem Blogger Merlin Schumacher

Der Jurypreis wurde 2010 an Dirk Böttcher mit seinem Film Alpenglühen vergeben.
Der Publikumspreis ging 2010 an 2XMW Studios & Boony für Was siehst Du?.
Der „Preis der Brickfilmer“ ging in diesem Jahr an Golego & nichtgedreht für ihren Beitrag Zombie Bank.

### 2011
„Das siebte deutsche Brickfilmfestival“ fand am Pfingstsonntag, den 12. Juni 2011 in Kaiserslautern statt. Das diesjährige Wettbewerbsthema wurde zum ersten Mal in der Community auf Brickboard.de abgestimmt und lautete „Chaos“. Die Organisation wurde im letzten Jahr vom Gründer der Steinerei, Mathias Mertens, an die Community übergeben, und so wurde die diesjährige Steinerei vom Brickfilmer „Stemü“ alias Stefan Müller ausgerichtet.
Die Jury 2011 bestand aus:
- der Schauspielerin Hannelore Bähr
- dem Fotografen & Künstler Thomas Brenner
- dem (Trick-)Filmer Karl-Heinz Christmann

Der Jurypreis wurde 2011 an Alexander H. mit seinem Film The Librarian vergeben.
Sowohl der Publikumspreis als auch der „Preis der Brickfilmer“ gingen 2011 an 2XMW Studios & Boony für Das Chamäleon.

### 2012
Die 8. Steinerei wurde am 26. Mai 2012 unter dem Thema „ILLUSION“ im MAGAZIN Filmkunsttheater in Hamburg ausgetragen. Der Organisator war Dirk Böttcher aka Boettcher Productions. Von den 24 eingereichten Filmen wurde 14 ausgewählte Filme gezeigt.
Die Jury 2012 bestand aus:
- der Filmredakteurin Christina Bednarz
- dem Radiomoderator Florian Schmidt
- dem Autor Frank Lauenroth

Der Jury-Preis ging ebenso wie der Preis der Brickfilmer an A Future for All (Alegoander Films). Den Publikumspreis erhielt Perfekt? (A&M Studios, Legostudio01).

### 2013
Die 9. Auflage fand in der Schauburg in Bremen statt. Organisiert wurde das Festival unter dem Thema „Alles nur erfunden“ von Mirko Horstmann. Mit 27 eingereichten Filmen wurde ein neuer Teilnehmerrekord erreicht. Davon wurden jedoch nur 13 gezeigt (zwölf nominierte und eine „Wildcard“).
Die Jury 2013 bestand aus:
- Jule Körperich
- Ilona Rieke
- Marc Sifrin

Der Brickfilmer- sowie der Publikums-Preis ging an das österreichische Team A&M Studios und Legostudio01 mit (K)night Times. Den Preis der Jury erreichte das Team nichgedreht mit Tag der Sonne.

### 2014
In diesem Jahr feierte die Steinerei ihr zehnjähriges Jubiläum. Unter der Organisation des nichtgedreht Teams, welche in vorherigen Steinereien schon viele Preise machen konnten, fand die Steinerei 2014 am 31. Mai 2014 im Dortmunder Roxy-Kino von 12 bis 17 Uhr statt. Zum diesjährigen Filmthema „Zeit“ wurden insgesamt 19 Filme eingereicht, wobei nur 13 davon in voller Länge gezeigt wurden (zwölf nominierte und eine „Wildcard“).
Die Jury 2014 bestand aus:
- Nele Posthausen
- Heinrich Müther-Scholz
- Mathias Mertens (Steinerei Gründer)

Der Jury und der Publikums-Preis ging an das österreichische Team A&M Studios und Legostudio01 mit Time for $ale. Den Brickfilmerpreis konnte das Team Markus77 und Dominik GFilms (Teamname: Rainlight Animations) mit dem Film Immortal ergattern.

### 2015
Die 11. Steinerei fand im Wulfenia Kino in Klagenfurt am Wörthersee statt, organisiert dieses Jahr von den österreichischen Teams A&M Studios und Legostudio01. Zum Thema „Licht und Schatten“ wurden insgesamt 22 Filme eingereicht, von welchen 12 Filme an der Jury- und Publikumswertung teilnahmen.
Die Jury 2015 bestand aus:
- Andreas Rauch
- Bernd Radler
- Florian Lackner

Sowohl Jury- wie auch Publikums-Preis gingen an Dirk Böttcher aka Boettcher Productions mit A Sunny Job. Der Brickfilmerpreis ging dieses Jahr erneut an Rainlight Animations, dieses Mal für ihren Film Beyond.

### 2016
Die 12. Steinerei fand am 4. Juni 2016 um 14 Uhr im UFA-Palast in Stuttgart statt. Organisiert vom Stuttgarter Brickfilmer Steffen Troeger (golego animation). Das Thema lautete „absurd“. 23 Filme wurden eingereicht, die alle im Kino gezeigt wurden. 13 wurden von der Jury besprochen und kommentiert.
Die Jury bestand aus:
- Verena Fels (Filmemacherin und Autorin)
- Axel Melzener (Drehbuchautor und Musiker)
- Dominik Kuhn (Comedian, Filmemacher, Musiker und Sprecher)

Der Preis der Jury ging erneut an Dirk Böttcher aka Boettcher Productions mit Die Story meines Lebens. Der Preis des Publikums und der Brickfilmer gingen an das österreichische Team A&M Studios und Legostudio01 mit Endangered.

### 2017
Die 13. Steinerei fand am 27. Mai 2017 um 14 Uhr auf dem Gelände der Gartenschau in Kaiserslautern statt. Organisiert wurde das Festival in diesem Jahr vom Brickfilmer Stefan Müller (stemü) und seiner Frau. Das Thema lautete „es war einmal...“. 21 Filme wurden eingereicht, die alle im Kino gezeigt wurden. 12 wurden von der Jury besprochen und kommentiert.
Die Jury bestand aus:
- Alexandra Dietz (Reporterin und Redakteurin, SWR)
- Gilbert Franzetti (Adult Fan of Lego und Filmemacher)
- Robin Leo Chimed Hoffmann (Filmemacher)

Der Preis der Jury ging an die Vettern Sebastian Geiß-Polnau aka Altlandstudios und Tobias Hucker (Teamname: Die Vetternwirtschaft) mit Ich glaube, er kommt. Der Preis des Publikums ging an Dirk Böttcher aka Boettcher Productions mit Der Wolf im Knusperhäuschen. Der Preis der Brickfilmer ging auch dieses Jahr wieder an das österreichische Team A&M Studios und Legostudio01 mit Roll.

### 2018
Die 14. Steinerei fand am 19. Mai 2018 um 14 Uhr auf in dem Metropolis Kino in Hamburg statt. Organisiert wurde das Festival in diesem Jahr vom Brickfilmer Dirk Böttcher (Boettcher Productions). Das Thema lautete „Einfach Heldenhaft“. 24 Filme wurden eingereicht. 13 Finalisten wurden in voller Länge gezeigt und von der Jury besprochen und kommentiert.
Die Jury bestand aus:
- Maike Schade (Leiterin der Filmredaktion beim Szene-Magazin Hamburg)
- Dennis Pöring (Radiomoderator beim überregionalen Radiosender N-JOY)
- Christoph Knödler (Toningenieur mit eigener Firma tonKONTOR)

Der Preis der Jury und der Preis des Publikums ging an die Vettern Sebastian Geiß-Polnau aka Altlandstudios und Tobias Hucker (Teamname: Die Vetternwirtschaft) mit Heldenhaft. Der Preis der Brickfilmer ging auch dieses Jahr wieder an das österreichische Team A&M Studios und Legostudio01 mit Mord in der Manege.

### 2019
Die 15. Steinerei fand am 8. Juni 2019 um 14 Uhr auf in dem Kino Center Husum in Husum statt. Organisiert wurde das Festival in diesem Jahr vom Brickfilmer Torben Hansen (S. Brickbuilder). Das Thema lautete „Butter bei die Fische“. 21 Filme wurden eingereicht. 12 Finalisten und 2 Nominierte für den "Bester Film eines Newcomers" wurden in voller Länge gezeigt und von der Jury besprochen und kommentiert.
Die Jury bestand aus:
- Gesa – Sängerin und Chorleiterin
- Henry Krasemann – Youtuber, Lego-Reviewer von der „Klemmbausteinlyrik“
- Angela Reinhard – Initiatorin der Jugendfilmtage in Nordfriesland

Der Hauptpreis "Bester Film" sowie "Beste Dramaturgie" und "Bestes Sounddesign" gingen an "Highway to Heaven" von A&M Studios und Legostudio01, der Preis "Beste Kamera" und "Bester Film eines Newcomers" ging an "Operation Butter bei die Fische" von Yetgo, der Preis "Bestes Szenenbild" ging an "Fisch, süß-sauer" von der Vetternwirtschaft, der Preis "Beste Stop-Motion Animation" und "Beste Sprecher" gingen an "Recherche – Der kleine ECKIGE Erziehungsratgeber" von golego animation und der Preis "Bester Einsatz von Musik" ging an "Fishy Falbala" von AoW-Gamer.

### 2020
Die 16. Steinerei fand am 13. Juni 2020 um 14:30 als Stream auf YouTube statt. Sie sollte eigentlich im Kinopolis Leverkusen in Leverkusen stattfinden, wurde allerdings aufgrund der COVID-19-Pandemie ausschließlich als Online-Veranstaltung angeboten. Organisiert und moderiert wurde das Festival in diesem Jahr von Rainer Storck (Knauser) und Hans Präßler (AoW-Gamer). Das Thema lautete „Symmetrie“. 17 Filme wurden eingereicht. Alle Filme wurden diesmal in voller Länge gezeigt und von der Jury kommentiert. Zwischen den Filmen gab es Einspieler von der Moderation und der Jury. Diese bestand aus:
- Jannik Malte Kandler – Cineast, ehemaliger Theaterschauspieler
- Farsin Marzban – Sänger des Jazzchors der Uni Bonn, Philosoph
- Niklas Sommer – Philosoph, Theaterkritiker, Schriftsteller

| Kategorie                   | Gewinner         | Film                                                 |
| --------------------------- | ---------------- | ---------------------------------------------------- |
| Neuer Stern am Himmel       | Reg Jackson      | Mirror                                               |
| Beste Dramaturgie           | Jack Shroudinger | Jack Shroudingers Das Bild                           |
| Beste Kamera                | Brickstorming    | L.A.M.P.E – Lustige Action mit perfekten Effekten 3  |
| Bestes Szenenbild           | Grimmona         | Dr. Wu und seine unkonventionellen Therapie-Methoden |
| Beste Stop-Motion Animation | BrickHario       | The box of red                                       |
| Beste Sprecher              | golego           | Deadly Dullness                                      |
| Bester Einsatz von Musik    | Yetgo            | Nachbarschaftskrieg                                  |
| Preis der Jury              | Ivan Dubrovin    | Glück-Gluck-Gluck                                    |
| Sonderpreis                 | Kohlkopf AG      | Bankraub in Noppentown                               |

### 2021
Die 17. Steinerei fand am 23. Mai 2021 wie im Vorjahr als Stream auf YouTube statt. Sie sollte eigentlich in der Stadthalle Chemnitz in Chemnitz stattfinden, wurde allerdings aufgrund der COVID-19-Pandemie ausschließlich als Online-Veranstaltung angeboten. Organisiert und moderiert wurde das Festival dieses Jahr von Philipp Schneider (Filmstudio Schneider). Das Thema lautete „Geheimnis“. 17 Filme wurden eingereicht. Alle Filme wurden in voller Länge gezeigt, allerdings wurden nur die 12 Finalisten von der Jury bewertet. Zwischen den Filmen gab es Live-Moderation sowie bei den Finalisten Einspieler von der Jury. Diese bestand aus:
- Tolga Cerci – freiberuflicher Filmemacher
- Mike Pohle – Storyteller und Editor des Filmteam Chemnitz, Schlagzeuger
- Becky Taylor Hellwig – Filmkritikerin aus San Francisco

| Kategorie                   | Gewinner             | Film                                                              |
| --------------------------- | -------------------- | ----------------------------------------------------------------- |
| Neuer Stern am Himmel       | VielMühe Productions |                                                                   |
| Bestes Drehbuch             | Knauser              | Das Meer ist voll                                                 |
| Beste Kamera                | Yetgo                | Lamia lebt                                                        |
| Bestes Szenenbild           | Anybrick             | Circle                                                            |
| Beste Stop-Motion Animation | Yetgo                | Lamia lebt                                                        |
| Beste Sprecher              | ParadiseBricks       | Der Mann mit dem Koffer                                           |
| Bester Einsatz von Musik    | Chaosfalter          | BOND und das dreifaltige Chaos                                    |
| Preis der Jury              | VielMühe Productions | Der Friseur des Midas. Wie man (vielleicht) ein Geheimnis bewahrt |
| Preis des Publikums         | Chaosfalter          | BOND und das dreifaltige Chaos                                    |

### 2022
Die 18. Steinerei fand am 28. Mai 2022 um 14 Uhr im Universum Filmtheater in Braunschweig statt. Die Veranstaltung wurde zeitgleich auf YouTube gestreamt. Organisiert wurde das Festival in diesem Jahr von Jannis Osterburg (Brickstorming). Das Thema lautete „unendliche Weiten“. 19 Filme wurden eingereicht. Alle Filme wurden in voller Länge gezeigt, allerdings wurden nur die 13 Finalisten von der Jury bewertet. Diese bestand aus:
- Daniela Heinicke – Soziologin, Medienwissenschaftlerin, Teamassistenz und Filmvermittlung beim Braunschweig International Film Festival
- Noah Hensler – Student der Szenischen Künste an der Universität Hildesheim
- Marlen Krull (Grimmona) – YouTuberin, Kandidatin bei Lego Masters 2021 und Teilnehmerin der Steinerei 2020

| Kategorie                         | Gewinner                     | Film                    |
| --------------------------------- | ---------------------------- | ----------------------- |
| Beste Dramaturgie/Bestes Drehbuch | Kohlkopf-AG                  | Unendlich?              |
| Beste Kamera                      | Yetgo                        | Das Zeitschiff          |
| Beste Sprecher*innen              | AoW-Gamer                    | Unendlichkeit           |
| Beste Stop-Motion Animation       | AnyBrick und Tolga           | 🏃‍♂️🌳👻 (run tree ghost) |
| Bester Einsatz von Musik          | Knauser                      | Die unendliche Weite    |
| Bestes Szenenbild                 | Knauser                      | Die unendliche Weite    |
| Neuer Stern im All                | GediRitter                   | Expiration              |
| Preis der Fachjury                | A&M Studios und Legostudio01 | Escaped                 |
| Publikumsmagnet                   | Yetgo                        | Das Zeitschiff          |

### 2023
Die 19. Steinerei fand am 10. Juni 2023 um 14:00 Uhr im Scala Cinema Leverkusen statt.  Nach der Online-Veranstaltung im Jahr 2020 war dies nun die erste Veranstaltung vor Ort in Leverkusen. Moderiert wurde das LIVE Event von Rainer Storck (Knauser). Alle 18 Filme wurden in voller Länge gezeigt und die besten 13 von der dreiköpfigen Jury bewertet. Diese bestand aus:
- André Hoffmann – Creative Director
- Angela Fingerhuth – Regisseurin
- Hans Prässler (AoW-Gamer) – Brickfilmer

| Kategorie                          | Gewinner                     | Film                                        |
| ---------------------------------- | ---------------------------- | ------------------------------------------- |
| Neue Größe des Brickfilms          | Double-R Picture Productions | Bigger on the inside                        |
| Bestes Drehbuch                    | Divadfilm                    | Das Märchen des maßlosen Schlosses          |
| Beste Kamera                       | GediRitter                   | F.R.O.G.                                    |
| Bestes Szenenbild                  | Yetgo                        | Krise                                       |
| Beste Stop-Motion Animation        | Double-R Picture Productions | Bigger on the inside                        |
| Beste Sprecher*innen               | Reg Jackson                  | Das Schicksal der wahren Größe              |
| Bester Einsatz von Musik           | Divadfilm                    | Das Märchen des maßlosen Schlosses          |
| Bester Jugendbrickfilm             | Kante Film                   | Ein ganz normaler Tag                       |
| Preis der Jury                     | Divadfilm                    | Das Märchen des maßlosen Schlosses          |
| Publikumsmagnet                    | Yetgo                        | Krise                                       |
| Beste Umsetzung der 3-Wörter-Regel | Da Oba Waaaghboss            | Epic Tales Metal: Legend of enchanted Frogs |